# K2—栄光と悲劇の物語—
『K2—栄光と悲劇の物語—』（原題：K2: Tales of Triumph and Tragedy）は、イギリスのミュージシャン、ドン・エイリーが1988年に発表した、ソロ名義では初のスタジオ・アルバム。

## 解説
エイリーは1987年にジェスロ・タルのツアー・メンバーを務めていたが、1988年1月には本作の制作に専念するため脱退し、同年の夏にレコーディングを行った。1986年にカラコルム山脈のK2で起きた大量遭難事故を題材とした作品で、エイリーは本作の制作に当たって、ジム・カラン（生存者の1人を救助した山岳写真家）の自宅でミーティングを行い、カランの友人であった登山隊員のアル・ラウズとジュリー・トゥリス（いずれも1986年の遭難で死去したイギリス人登山家）の話を聞いたという。収録曲「アルに捧げる歌」（インストゥルメンタルとボーカル入りの2バージョンを収録）はラウズ、「JTのブルース」はトゥリスに捧げられた曲で、「ジュリー」はトゥリスのパートナーであったオーストリア人登山家クルト・ディームベルガーの視点で作られた曲である。
本作に参加したゲストのうちゲイリー・ムーアは、1975年結成のコロシアムIIで初めてエイリーと活動を共にし、自身のソロ・アルバム『バック・オン・ザ・ストリーツ』（1978年）でもエイリーを起用した。
広瀬和生は『BURRN!』誌1989年1月号のレヴューで100点満点中72点を付け「ドン・エイリーのソロだから、言うまでもなく、ハード・ロックではない。ただし、1曲だけVOW WOWみたいな曲があって、最初の一声を聴いただけで誰かすぐわかる人見元基が熱唱している」「別にHRにこだわれとは言わないが、それならもっとツメを厳しく!!」と評している。

## リイシュー
リマスターCDボーナス・トラック「Take Me Home」は、アルバム本編とは異なり1987年にソネット・スタジオで録音されたが、本編と同様ローレンス・コットルとコージー・パウエルがリズム・セクションを務め、クリス・トンプソンとキース・エイリーも参加した。また、2017年には、「Take Me Home」も含むボーナス・トラック7曲とボーナスDVDの付属したボックス・セットが、100セット限定で発売された。

## 収録曲
特記なき楽曲はドン・エイリー作。
1. 序曲 "K2 Overture" – 3:15
2. 果てなき夢 Pt. 1 "Sea of Dreams Part 1" (Don Airey, Chris Thompson) – 3:13
3. 果てなき夢 Pt. 2 "Sea of Dreams Part 2" – 3:49
4. 聖なる響き "Voice of the Mountain" – 1:28
5. アルに捧げる歌（インストゥルメンタル） "Song for Al (Instrumental)" – 4:11
6. バルティ・ラメント "Balti Lament" – 1:19
7. キャンプ4に向かって "Ascent to Camp 4" – 3:25
8. 迷うなら "Can't Make Up Your Mind" (D. Airey, C. Thompson) – 4:20
9. 頂上征服 "Summit Push" – 1:19
10. 空に近づいて "Close to the Sky" – 1:25
11. JTのブルース "Blues for J.T." – 0:44
12. ジュリー "Julie (If You Leave Me)" – 4:17
13. 死帯/白い闇"Deathzone/Whiteout" – 8:01
14. アルに捧げる歌 "Song for Al (Vocal)" (D. Airey, Betty Newsinger) – 5:14

### リマスターCDボーナス・トラック
1. "Take Me Home" (D. Airey, C. Thompson) – 5:09

## 参加ミュージシャン
- ドン・エイリー - キーボード
- クリス・トンプソン - ボーカル(on #2, #8, #14, #15)
- メル・ギャレー - ボーカル(on #3)
- キース・エイリー - ボーカル(on #9)、ギター(on #9, #10, #13, #15)、バッキング・ボーカル
- コリン・ブランストーン - ボーカル(on #12)
- 人見元基 - ボーカル(on #13)
- ゲイリー・ムーア - ギター(on #2, #5, #14)
- ローレンス・コットル - ベース
- コージー・パウエル - ドラムス
- マイケル・エイリー - グロッケンシュピール(on #10)
- ゴードン・ハニーコム - ナレーション
- イアン・ハリソン、J・J・モーランド - バッキング・ボーカル